# Tomosvaryella guwahatiensis
Tomosvaryella guwahatiensis är en tvåvingeart som beskrevs av Kapoor, Grewal och Sharma 1987. Tomosvaryella guwahatiensis ingår i släktet Tomosvaryella och familjen ögonflugor. Inga underarter finns listade i Catalogue of Life.